# ديكي بيرس
ديكي بيرس (بالإنجليزية: Dickey Pearce)‏ هو لاعب كرة قاعدة أمريكي، ولد في 29 فبراير 1836 في بروكلين في الولايات المتحدة، وتوفي في 18 سبتمبر 1908 في Wareham, Massachusetts ‏ في الولايات المتحدة.

## وصلات خارجية
- ديكي بيرس على موقعبيزبول رفرنس.كوم (الدوري الرئيسي) (الإنجليزية)
- ديكي بيرس على موقعبيزبول رفرنس.كوم (الدوري الثانوي) (الإنجليزية)
- ديكي بيرس على موقع جمعية أبحاث البيسبول الأمريكية (الإنجليزية)